# Naval Air Station Jacksonville
Base aéronavale de Jacksonville

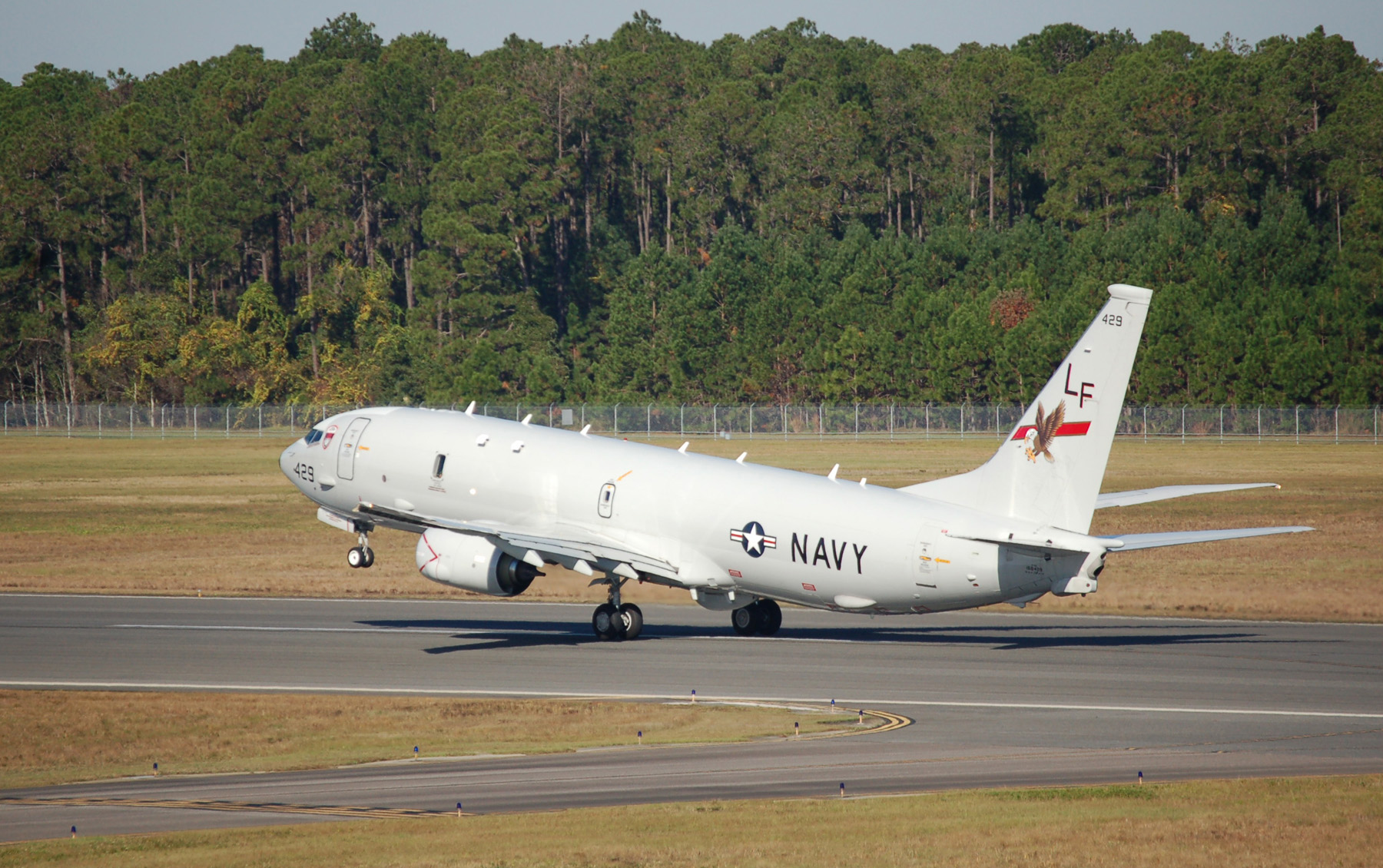
Un Boeing P-8 Poseidon décollant de la base.

La Naval Air Station Jacksonville (NAS Jacksonville) est une base d'aéronautique navale américaine située à Jacksonville, en Floride.
NAS Jacksonville est situé dans le comté de Duval, en Floride, dans les limites de la ville de Jacksonville. La base est située sur un terrain entre la rivière Saint Johns et la rivière Ortega, historiquement appelée Black Point. La base aérienne fait partie de l'ensemble du complexe naval de Jacksonville, un ensemble de bases navales dans la région métropolitaine de Jacksonville qui comprend :
- La Base navale de Mayport,
- L'ancienne Naval Air Station Cecil Field (en) (maintenant l'aéroport de Cecil),
- Le Naval Outlying Landing Field Whitehouse,
- le Pinecastle Range Complex.